# Алеутска операция
Алеутската операция е част от кампаниите в Тихия океан по време на Втората световна война.
Провежда се от 26 май до 8 юни 1942 г. като спомагателна отвличаща операция към основната част – овладяването на атола Мидуей. Малка група японски войски окупира Алеутските острови Ату и Киска – част от американския щат Аляска.

## Оперативни планове

### На японското командване
На 5 май, още преди сражението в Коралово море, японската императорска главна квартира отдава директива за провеждането на операция, според която на Обединения флот, във взаимодействие със сухопътните войски, се заповядва да овладее атола Мидуей и редица острови в западната част на Алеутската верига. Основната част от операцията е предвидена да започне на 6 юни, а овладяването на Алеутските острови – един ден по-рано, с цел да се отвлекат големи сили на американския флот на север. Между Хавайските острови и Мидуей, както и край Алеутските острови е предвидено предварително да бъдат развърнати подводници. Успехът на операцията зависи до голяма степен от нейната внезапност. Поради това японското командване отделя голямо внимание на мерките по оперативната маскировка.
За десанта на островите Ату и Киска е сформирано северното съединение на вицеадмирал Боширо Хосогая, включващо 2 леки самолетоносача, 6 крайцера, 12 разрушителя, 6 подводници, 4 транспортни кораба (с 2450 десантчици) и други по-малки бойни съдове. В хода на операцията от главните сили на японския Обединен флот е предвидено да се отдели прикриващо десанта съединение (в състав 4 линейни кораба, 2 крайцера и 12 разрушителя), което трябва да се развърне на 500 мили северно от главните сили.

### На командването на САЩ
Въпреки взетите мерки от японците, американското командване (което има японския шифър и чете прехванатите радиограми) успява своевременно да разгърне силите си и да проведе необходимите отбранителни мероприятия. Поради недостига на големи надводни кораби след нападението над Пърл Харбър, то решава да съсредоточи по-голямата част от ресурсите си край Мидуей. По този начин за отбраната на Алеутските острови освен местните сили е сформирано (на 21 май) само малко съединение – 8-о оперативно (в състав 5 крайцера, 14 миноносеца, 6 подводници и известен брой бойни самолети от бреговата авиация) – под командването на адмирал Робърт Теоболд.

## Подготовка на Обединения флот
Развръщането на японския флот става в периода 24 – 27 май, като авионосното съединение на Хосогая излиза на 26-и от военноморската база Оминато. Пак оттам на следващия ден тръгват и десантните групи за Ату и Киска. Всяка от тях тръгва към целите по различен маршрут – групата за остров Киска минава покрай Курилските острови, тази за Ату се отправя на североизток, а авионосната ескадра тръгва на изток – до мястото на срещата си със съединението за прикритие (отделено от главните сили на адмирал Ямамото), която става приблизително на 40° северна ширина и 170° източна дължина. Оттам тази група се отправя за остров Уналяска. В периода 26 – 29 май край военноморските бази в Аляска – Дътч Харбър и Кадияк, са развърнати и подводниците.

## Бойни действия
Бойните действия на алеутското направление започват, както е планирано от японското командване. На разсъмване на 3 юни от самолетоносачите „Рюдзьо“ и „Дзуньо“ са вдигнати самолети за нанасяне на удар по Дътч Харбър. Поради лошото време едва половината намират целта и причинените щети са малки. На следващия ден нападението е повторено, като този път разрушенията са значителни. На 5 юни адмирал Ямамото издава заповед авионосното съединение на Хосогая да се присъедини към главните сили край Мидуей. По-късно обаче заповедта е отменена и на 7 юни съединението поема директен курс към Япония.
На същия ден десантните групи стоварват японски войски на островите Ату и Киска – по около 1200 войници и строителни работници. Десантът минава без пречки – местното алеутско население оказва незначителна съпротива. По-голямата част от населението е насилствено евакуирано от американците преди десанта и изпратена в лагери в югоизточна Аляска. На 8 юни десантните кораби се оттеглят към Оминато.

## Равносметка
Чрез овладяването на островите Япония завоюва важен плацдарм за нанасяне на удари по тихоокеанското крайбрежие на САЩ, но неговото значение се намалява рязко от това, ча опорния пункт в Мидуей остава в ръцете на американците. Недостатък е и допълнителното разтегляне на снабдителните линии – простиращи се вече на няколко хиляди километра – от Алеутските острови до Холандска Индия. Японците нямат и нужните ресурси и подходящ тип бомбардировач за удари по американското крайбрежие.

## Реакцията в САЩ
Островите нямат голямо стратегическо значение и за САЩ – след като японските войски са открити на 12 юни, едва на 30 август американците основават въздушна база на остров Адак и започват системни бомбардировки над Ату и Киска. Операция по възвръщането на островите започва едва на 11 май 1943 г. Все пак навлизането на японски войски силно развълнува обществеността в САЩ – това е единствената американска територия през Втората световна война, окупирана от противника.